# Sleep (группа)
Sleep — стоунер-дум-группа из Калифорнии. За время своей активной деятельности в 90-е годы XX столетия, группа получила много положительных откликов. В частности, критики называли группу «возможно, лучшей стоунер-рок-группой» и отмечали её огромный вклад в тяжелую музыку того времени. За достаточно короткий период своего существования Sleep выпустили одни из самых тяжёлых и бескомпромиссных из когда-либо записывавшихся дум-метал альбомов. Однако трения со звукозаписывающими конторами привели в конце 90-х к распаду коллектива.
Группа воссоединилась в 2009 году и с тех пор периодически выступала на концертах по всему миру. В 2018 году Sleep выпустили свой четвертый альбом The Sciences на лейбле Third Man Records. В ноябре 2019 группа объявила о бессрочном перерыве, но 20 апреля 2021 года выпустила мини-альбом Iommic Life.

## История

### Первый период
Sleep образовалась в начале 1990-х годов из группы AsbestosDeath, которая состояла из басиста и вокалиста Ала Сиснероса, барабанщика Криса Хакиуса и гитариста Тома Чойа. С приходом гитариста Мэтта Пайка AsbestosDeath расширилась до квартета, группа записала два альбома: EP Dejection, изданный лейблом Profane Existence, и самоизданный EP Unclean. Затем Чой покинул группу и его место занял Джастин Марлер, а группа сменила название на Sleep.
Их дебютный альбом с названием Volume One был выпущен в 1991 году. Будучи часто сравниваемой с коллективами типа Saint Vitus, группа Sleep очень быстро собрала неплохое количество фанатов на тогда еще слабо развитой дум-метал сцене. После записи первого альбома гитарист Джастин Марлер покинул группу и стал монахом, а Sleep записали мини-альбом под названием Volume Two, который был неофициально издан лейблом Off The Disk также в 1991 (или 1992).
Следующий альбом группы, записанный на студии Razors Edge под руководством Билли Андерсона (Billy Anderson), был отправлен на независимый лейбл Earache как демо. Лейбл незамедлительно подписал контракт с группой и издал демо в виде альбома Sleep’s Holy Mountain в 1992. На этой записи группа во всей красе продемонстрировала свою любовь к семидесятым, музыке Black Sabbath, Blue Cheer и усилителям Orange. Альбом стал любимчиком музыкальных журналов, и Sleep начали ставить наравне с такими группами как Kyuss и Monster Magnet, фокусируя внимание на уникальном видении коллективом дум-метала. За такой шумихой последовал небольшой европейский тур с Trouble и Cathedral. После издания альбома группой заинтересовался лейбл London Records, и Sleep подписали контракт с этой конторой. В это время Earache выпустили первый трибьют Black Sabbath, на котором была песня «Snowblind» в исполнении Sleep. Сам Оззи был впечатлён тем, насколько Sleep приблизились к звучанию Саббатов.
По условиям нового контракта группа начинает работать над своим третьим альбомом с названием Dopesmoker в 1995 году. Но вместо того, чтобы ухватить шанс стать звёздами мейнстрима, Sleep стали развивать свой невероятно тяжёлый и ленивый саунд, и к огромному разочарованию лейбла, Dopesmoker оказался альбомом со всего одной песней продолжительностью чуть больше часа. London Records признали этот альбом невыгодным в коммерческом плане и отказались его издавать. Музыканты снова вернулись в студию, а затем представили новую версию альбома который назвали Jerusalem; в нем была переписана часть лирики и он был урезан до 52 минут, но это оставался все тот же альбом Dopesmoker, который группа уже наотрез отказалась изменять или разбивать на части. London Records снова отказались его издать — это был полный тупик, и группа, утомленная всей этой суетой, решила уйти на покой.

### После распада
В 1998 году Jerusalem был издан другом группы как официальный бутлег. Участники группы и бывший менеджер знали об этом и дали своё полное одобрение. В 1999 году Jerusalem вышел как официальный альбом в Америке на лейбле The Music Cartel и в Европе на лейбле Rise Above Records.
Наконец в 2003 году официальная версия альбома Dopesmoker была издана лейблом Tee Pee Records. Выдержки из этого альбома можно услышать в фильме Джима Джармуша «Сломанные Цветы».
Позже Сиснерос и Хакиус создали группу Om, а Мэтт Пайк сформировал High on Fire.
В 2007 году диск состоящий из двух EP группы AsbestosDeath вышел на лейбле Southern Lord.

### Воссоединение
В мае 2009 года Sleep воссоединились для того, чтобы сыграть два эксклюзивных выступления в Англии, которые были проведены как часть музыкального фестиваля All Tomorrow's Parties. На концерте группа впервые сыграла песню, которая изначально должна была быть включена в Dopesmoker, под названием «Antarcticans Thawed». 19 ноября 2009 года Эл Сиснерос подтвердил в интервью с The Obelisk, что Sleep будет воссоединён осенью 2010 года на несколько событий в США. 19 ноября 2009 года он же сообщил, что в качестве постоянного ударника вместо Криса Хакиуса с группой будет выступать Джейсон Родер из экспериментальной метал-команды Neurosis.
Группа выступила на музыкальном фестивале ATP New York 2010 в усадьбе Монтиселло, Нью-Йорк, в сентябре 2010 года, сыграв Holy Mountain. Весь сентябрь они ездили по США, выступая в роли хедлайнеров различных событий и фестивалей. Вскоре после фестиваля All Tomorrow's Parties Sleep отправились в девятидневный тур по стране.
В 2011 году Sleep подтвердили, что выступят на ежегодном музыкальном фестивале San Miguel Primavera Sound в Барселоне в мае или в начале июня 2012 года. А 14 апреля 2012 года Sleep выступили в качестве хедлайнера на Roadburn Festival. Группа заявила, что очень рада принимать участие в этом «симпозиуме». 5 мая Sleep отыграли вместе с A Storm of Light и Conan в Осло. Также в мае Sleep выступили в городе Хельсинки, а после этого на All Tomorrow's Parties «I'll Be Your Mirror» в поддержку Slayer в Лондоне. 2 июня группа выступила как хедлайнер на Scion Rock Fest во Флориде. Это был свободный фестиваль учреждённый альтернативным лейблом Scion AV. На сцене был отпразднован день рождения Мэта Пайка.
26 мая 2013 Sleep приняли участие в завершающей части Maryland Deathfest XI.
20 апреля 2018 года группа выпустила новый альбом The Sciences.

## Состав

### Текущий
- Al Cisneros — бас-гитара, вокал
- Matt Pike — гитара
- Jason Roeder — ударные

### Бывшие участники
- Chris Hakius — ударные (1990—1998)
- Justin Marler — гитара (1990—1991)

## Дискография

### Студийные альбомы
| Год  | Название              | Лейбл                       |
| ---- | --------------------- | --------------------------- |
| 1991 | Volume One            | Tupelo Records              |
| 1992 | Sleep's Holy Mountain | Earache Records             |
| 1999 | Jerusalem             | The Music Cartel/Rise Above |
| 2003 | Dopesmoker            | Tee Pee Records             |
| 2018 | The Sciences          | Third Man Records           |

### EP
- 1992 — Volume Two (Off the Disk Records)
- 2021 — Iommic Life

### Сборники
- «Numb" on Sign Language 3x7» (1991 Allied Recordings)
- «The Suffering» on Very Small World LP (1991 Very Small Records)
- «Snowblind» on Masters of Misery CD (1997 Earache Records)
- «Aquarian» on Burn One Up (Music for Stoners) CD (1997 Roadrunner Records)
- «Some Grass» and «Dragonaut» on Gummo Soundtrack CD (1998 DominoRecording Company)
- «Dragonaut» on Stoned Revolution — The Ulimate Trip CD/2LP (1998 Drunken Maria Records)
- «Dopesmoker» on Broken Flowers Music from the Film Soundtrack CD (2005 Decca Records)

## Внешние ссылки
- Highonfire.com's Sleep Page
- Earache Records
- Tee Pee Records